# Agrícola Paes de Barros
Agrícola Paes de Barros (Usina das Flexas, região do Cuiabá-mirim, no município de Santo Antônio do Rio Abaixo, hoje Santo Antônio do Leverger, 4 de novembro de 1897 – Cuiabá, 9 de maio de 1969) foi um político e médico brasileiro. Exerceu o mandato de deputado federal constituinte por Mato Grosso em 1946.
Foi o segundo filho do casal Antônio Paes de Barros Pinto e Maria Augusta de Arruda Barros. Casou-se com Oacy Ribeiro Paes de Barros, em 17/10/1925, e foram pais de quatro filhos, dois morreram após o nascimento, ficando Josephina Paes de Barros Lima e Agrícola Paes de Barros Filho.  
Escreveu artigos sobre a medicina entre as relações sociais, assim como relacionada à política, e foi entusiasta de publicações jornalísticas, sendo o responsável pelos seguintes jornais: “A Luz” (05-07-1924 a 10-08-1924)), “O Filó” (26-12-1924 a 12-10-1925), “A Plebe” (09-06-1929 a 08-10-1933), “A Capital” (26-11-1925 a 10-04-1927), “A Semana” (19-09-1926 a 07-11-1926), “O Motorista” (07-09-1929 a 08-06-1930) e “O Brasil Oeste” (1948 a 1964).Por essas contribuições, foi membro da Associação de Imprensa Mato-Grossense.

## Carreira política
Sua vida política começou com o cargo de vereador de Cuiabá. Depois da Revolução de 1930, candidatou-se à Assembleia Estadual Constituinte do Mato Grosso, e posteriormente, no fim de 1945, elegeu-se deputado por Mato Grosso à Assembleias Nacional Constituinte pela União Democrática Nacional (UDN). 

## Trajetória profissional e reconhecimento
Formado em Odontologia, em 1920, no Rio de Janeiro, trabalhou na área durante quatro anos, enquanto cursava medicina pela Faculdade Hahnemanniana, formando-se em março de 1924. Voltando ao Mato Grosso, exerceu a profissão como Diretor de Saúde Pública, médico-legista e médico da Profilaxia Rural. 
É lembrado como um profissional humanista pela vinculação da política, prática médica e atuação crítica por meio da imprensa, na qual publicava constantemente artigos em publicações distintas da sociedade mato-grossense. 